# Duke of Montrose

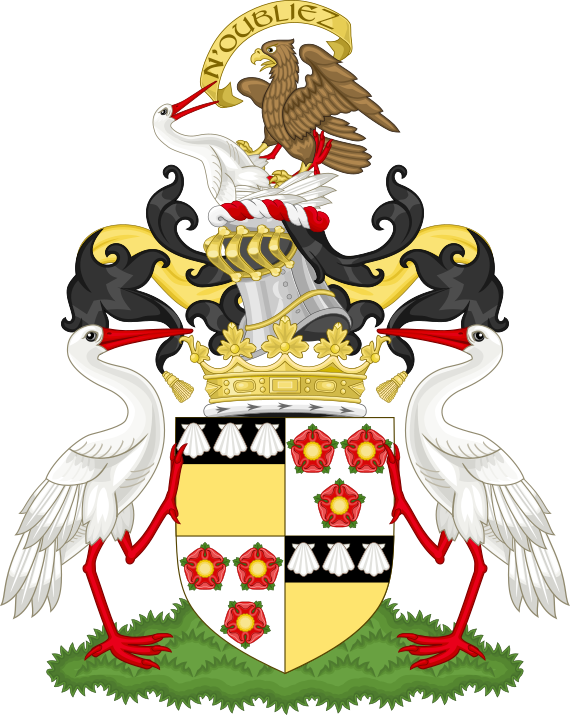
Wappen des Duke of Montrose (zweiter Verleihung)

Duke of Montrose ist ein erblicher britischer Adelstitel, der zweimal in der Peerage of Scotland verliehen wurde. Er ist benannt nach der Stadt Montrose in Schottland. 
Familiensitz der Dukes ist Auchmar bei Loch Lomond. Der Inhaber des Titels ist gleichzeitig das Chief des Clans Graham.

## Verleihungen und nachgeordnete Titel

### Erste Verleihung 1488
Die erste Verleihung des Titels erfolgte 18. Mai 1488 an David Lindsay, 5. Earl of Crawford, der nahezu alle wichtigen Staatsämter in Schottland bekleidet hatte. Er war König Jakob III. treu ergeben und der erste Schotte, der ein Dukedom erhielt, ohne Mitglied der Königsfamilie zu sein. 
Noch im selben Jahr erkannte König Jakob IV. ihm den Titel ab, verlieh ihn Lindsay allerdings im nächsten Jahr wieder mit der Maßgabe, dass die Würde nicht vererbt werden könne. Mit dem Tod Lindsays im Dezember 1495 erlosch das Dukedom daher.
Er hatte bereits 1443 von seinem Vater den 1398 in der Peerage of Scotland geschaffenen Titel Earl of Crawford geerbt, den er bei seinem Tod an seinen Sohn weitergab.

### Zweite Verleihung 1707
Die zweite Verleihung erfolgte am 24. April 1707 in der Peerage of Scotland an James Graham, 4. Marquess of Montrose. Er hatte als Vorsitzender des schottischen Privy Councils wesentlich zum Zustandekommen des Act of Union beigetragen. Zusammen mit dem Dukedom wurden ihm die nachgeordneten Titel Marquess of Graham and Buchanan, Earl of Kincardine, Viscount of Dundaff und Lord Aberuthven, Mugdock and Fintry.
Bereits 1684 hatte er von seinem Vater folgende fortan nachgeordnete Titel geerbt, die allesamt ebenfalls zur Peerage of Scotland gehören: 11. Lord Graham, 1415 für seinen Vorfahren William Graham geschaffen, 8. Earl of Montrose, am 3. März 1505 für dessen Urenkel William Graham, 4. Lord Graham, geschaffen, sowie 4. Marquess of Montrose, 4. Earl of Kincardine und 4. Lord Graham and Mugdock, am 6. Mai 1644 für dessen Ur-ur-urenkel den berühmten Heerführer James Graham, 5. Earl of Montrose, geschaffen.
Sein ältester Sohn David Graham wurde am 23. Mai 1722 zum Earl Graham und Baron Graham, of Belford in the County of Northumberland, erhoben. Die Verleihung erfolgte mit dem besonderen Zusatz, dass die Titel in Ermangelung männlicher Nachkommen auch an seine jüngeren Brüder vererbbar seien. Da er 1731 kinderlos und vor seinem Vater starb, erbte sein Bruder William Graham seine Titel, der 1742 auch seinem Vater als 2. Duke folgte. Die beiden Titel Earl Graham und Baron Graham gehören zur Peerage of Great Britain, und verschafften dem Duke im Gegensatz zu seinen schottischen Titeln bis 1999 stets Sitz und Stimme im House of Lords.
Der älteste Sohn des jeweiligen Dukes führt als voraussichtlicher Titelerbe (Heir Apparent) den Höflichkeitstitel Marquess of Graham and Buchanan, dessen ältester Sohn denjenigen eines Earl of Kincardine und dessen ältester Sohn, also der Urenkel des Dukes, den Titel Viscount Dundaff.

## Liste der Lords Graham, Earls, Marquesses und Dukes of Montrose

### Dukes of Montrose, erste Verleihung (1488)
- David Lindsay, 1. Duke of Montrose (1440–1495) (aberkannt 1488, wieder zugesprochen 1489)

### Lords Graham (1415)

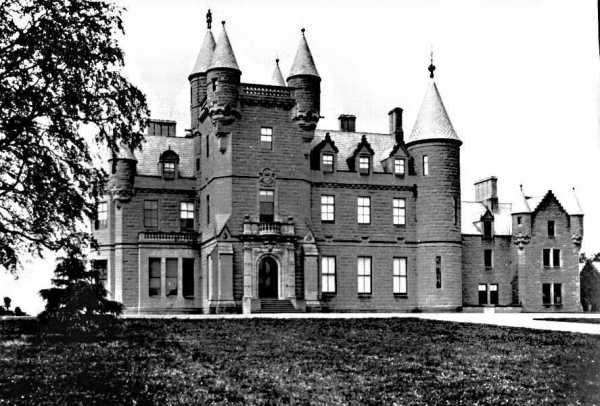
Buchanan Castle, seit dem 17. Jh. Familiensitz bis 1925

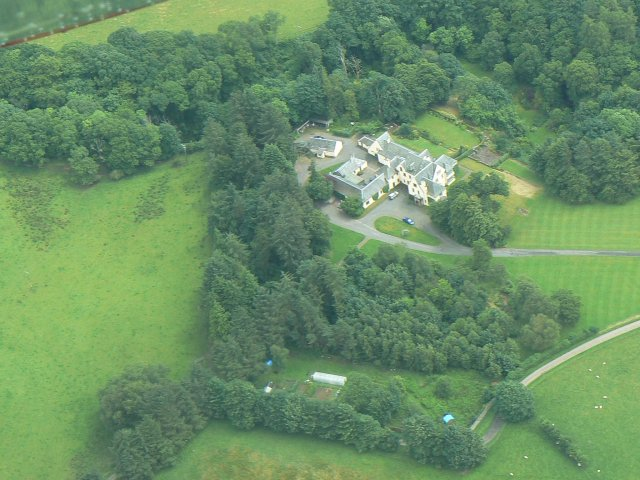
Auchmar House, Familiensitz seit 1925

- William Graham, 1. Lord Graham († um 1425)
- Patrick Graham, 2. Lord Graham († nach 1466)
- William Graham, 3. Lord Graham († 1472)
- William Graham, 4. Lord Graham (1464–1513), 1505 zum  Earl of Montrose erhoben

### Earls of Montrose (1505)
- William Graham, 1. Earl of Montrose (1464–1513)
- William Graham, 2. Earl of Montrose (1492–1571)
- John Graham, 3. Earl of Montrose (1548–1608)
- John Graham, 4. Earl of Montrose (1573–1626)
- James Graham, 5. Earl of Montrose (1612–1650), 1644 zum  Marquess of Montrose erhoben

### Marquesses of Montrose (1644)
- James Graham, 1. Marquess of Montrose (1612–1650)
- James Graham, 2. Marquess of Montrose (1633–1669)
- James Graham, 3. Marquess of Montrose (1657–1684)
- James Graham, 4. Marquess of Montrose (1682–1742), 1707 zum  Duke of Montrose erhoben

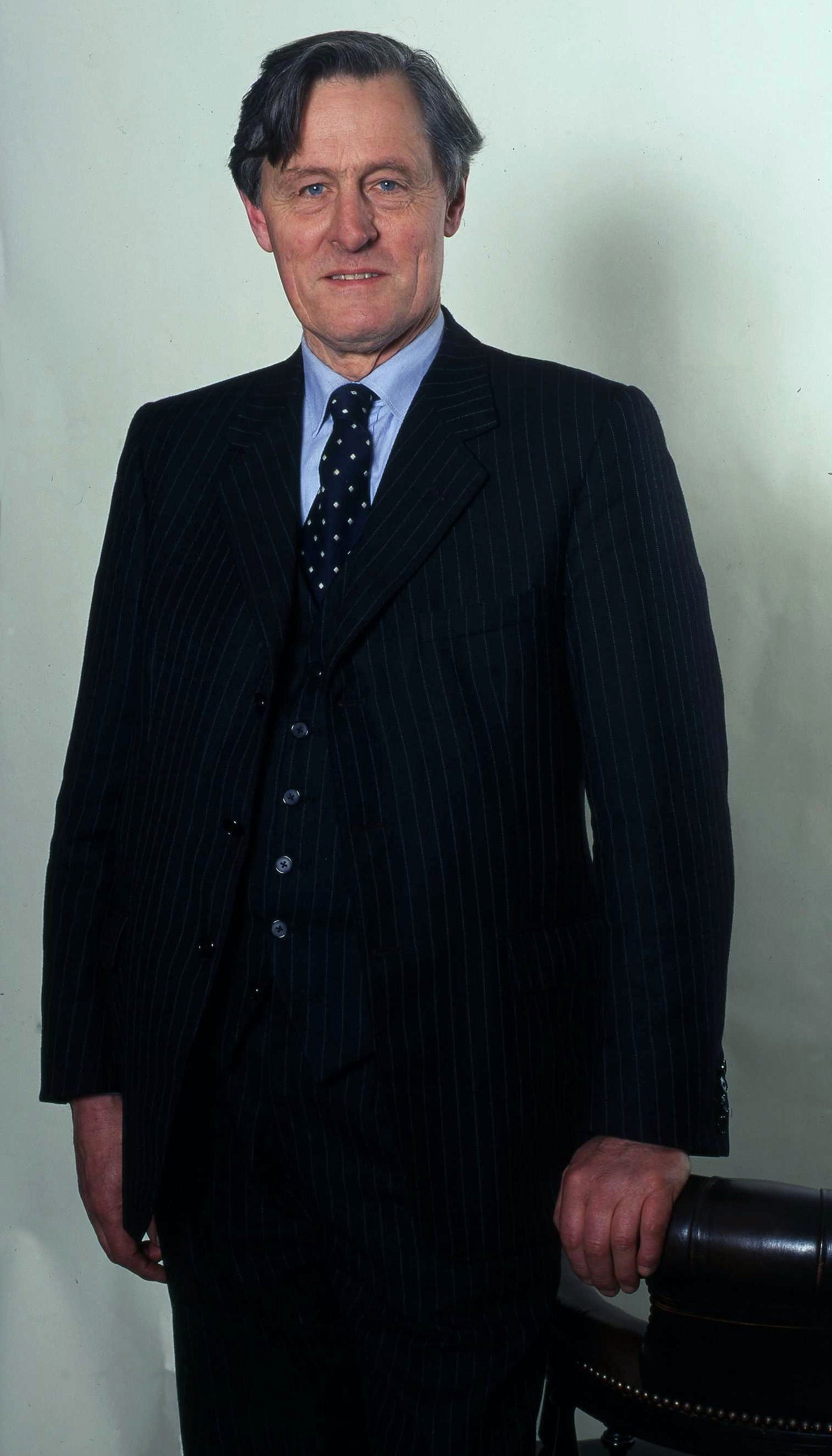
James Graham, 8. Duke of Montrose

### Dukes of Montrose, zweite Verleihung (1707)
- James Graham, 1. Duke of Montrose (1682–1742)
- William Graham, 2. Duke of Montrose (1712–1790)
- James Graham, 3. Duke of Montrose (1755–1836)
- James Graham, 4. Duke of Montrose (1799–1874)
- Douglas Graham, 5. Duke of Montrose (1852–1925)
- James Graham, 6. Duke of Montrose (1878–1954)
- James Graham, 7. Duke of Montrose (1907–1992)
- James Graham, 8. Duke of Montrose (* 1935)

Heir Apparent ist der Sohn des jetzigen Dukes, James Alexander Graham, Marquess of Graham and Buchanan (* 1973).